# Microsiphoniella canadensis
Microsiphoniella canadensis är en insektsart som först beskrevs av Williams, T.A. 1911.  Microsiphoniella canadensis ingår i släktet Microsiphoniella och familjen långrörsbladlöss. Inga underarter finns listade i Catalogue of Life.